# 尾瀬
- 北緯36度56分13秒 東経139度15分04秒 / 北緯36.93694度 東経139.25111度
- 尾瀬 - 地理院地図
- 尾瀬 - Google マップ

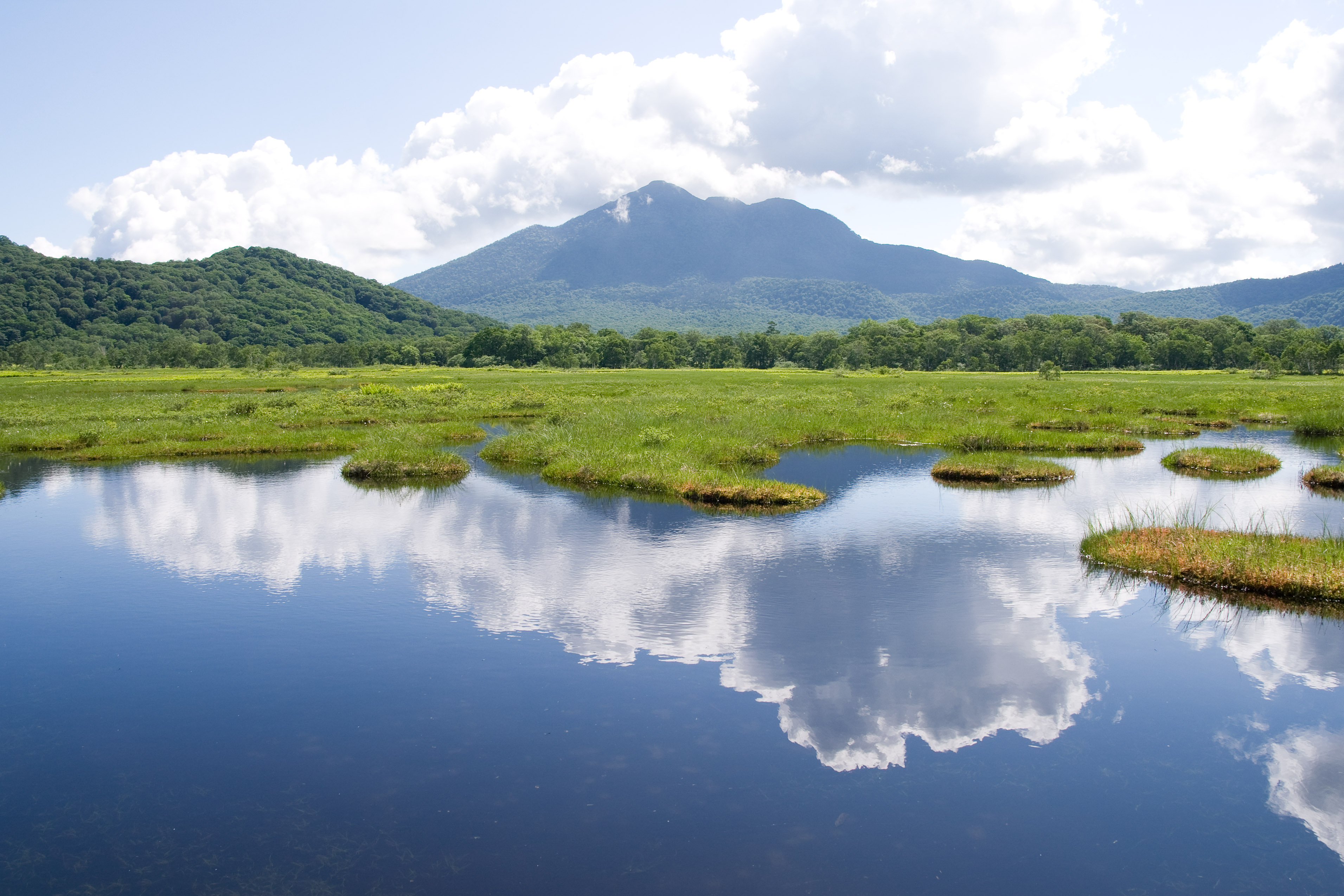
尾瀬ヶ原と燧ヶ岳

尾瀬（おぜ）は、福島県（南会津郡檜枝岐村）、栃木県（日光市）、群馬県（利根郡片品村）、新潟県（魚沼市）の4県にまたがる高地にある盆地状の高原。日本最大の山地湿原である尾瀬ヶ原や火山堰止湖である尾瀬沼、その周囲の山稜などで構成される。尾瀬国立公園に指定されており、日本百景に選定されている。

## 概要

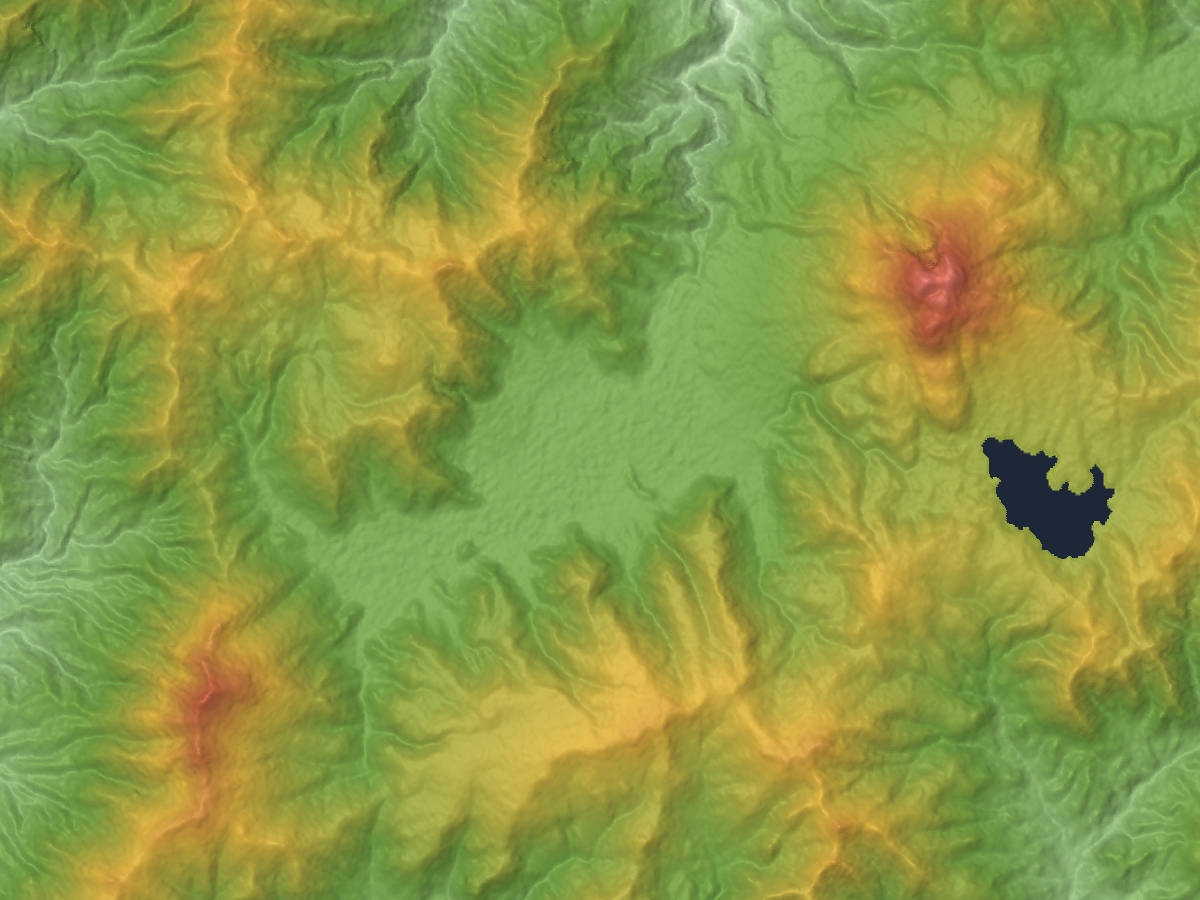
尾瀬の地形図（左下が至仏山、右上が燧ケ岳火山）

尾瀬は日本を代表する典型的な山地湿原である。尾瀬沼は燧ヶ岳の噴火で沼尻川が堰き止められてできた堰止湖と考えられており、周囲には浅湖湿原や大江湿原等があり、沼から湿原への遷移の過程が見られる。また、尾瀬ヶ原は燧ヶ岳の噴火で沼尻川が堰き止められた後に、土砂が周囲から流入して形成された山地湿原である。
尾瀬ではミズバショウやミズゴケ、カタシャジクモなど湿原特有の貴重な植物群落およびトンボ、甲虫類と多くの渡り鳥が見られる。また、世界的にも珍しい、ナガバノモウセンゴケの大群落を中心とする、尾瀬・食虫植物大群落もある。
尾瀬は阿賀野川水系最大の支流只見川の源流域にあり、平滑ノ滝や三条ノ滝などの瀑布景観を形成している。
尾瀬は1934年（昭和9年）12月4日に日光国立公園の尾瀬地域として、尾瀬沼及び尾瀬ヶ原の一帯並びにその周囲の山稜の燧ヶ岳及び至仏山等の地域が国立公園に指定された。その後、日光国立公園から独立させるとともに会津駒ヶ岳地域及び田代山・帝釈山地域を国立公園に編入し、2007年（平成19年）8月30日に尾瀬国立公園として新たに指定された。
また、尾瀬ヶ原及び尾瀬沼（特別保護地区）は、1960年（昭和35年）に文化財保護法による特別天然記念物に指定されている。尾瀬ヶ原及び尾瀬沼の8,711 haの区域（国立公園特別保護地区）は2005年（平成17年）に「ラムサール条約湿地」にも登録されている。尾瀬では歩道以外への立ち入りが厳しく制限されており、ごみ持ち帰り運動の発祥地であるなど、日本の自然・環境保護運動の象徴でもある。

## 地理
至仏山、燧ヶ岳、景鶴山、中原山などの2000メートル級の山に全方向を囲まれた東西が約6 km、南北が約3 kmの盆地で、そのうち特別保護地域の面積はおよそ8,690 haである。標高は東側が上流域にあたる尾瀬沼で1,660 m、西側の下流域にあたる尾瀬ヶ原が1,400 m程度であり、尾瀬沼と尾瀬ヶ原の周辺には湿原が多い。沼や湿原は只見川の源流となっており、尾瀬ヶ原の水は全て只見川として流れ出て平滑の滝、三条の滝などを下り阿賀川に合流する。

### 尾瀬ヶ原の湿原と拠水林

尾瀬ヶ原の空中写真。1976年10月7日撮影の14枚を合成作成。
。

尾瀬ヶ原の湿原は「拠水林」によっていくつかに分割されている。拠水林とは、湿原の外部から湿原を貫通して流れる川の両側に成立している林のことである。湿原の外部から流れてくる川は多くの土砂を運び、川の両側に自然堤防を形づくり、そこだけは樹木の成長が可能となる。ただし、全ての川に拠水林が成立するわけではない。小規模な川は湿原に流入直後の短い距離にしか拠水林を作れない川が多い。また、湿原内に湧き出た泉を水源とする川にも拠水林は成立しない。
拠水林によって尾瀬ヶ原の湿原は、いくつかに分割されており、それぞれに独自の名称がついている。川上川と上ノ大堀川に囲まれた「上田代」。上ノ大堀川とヨッピ川、沼尻川に囲まれた「中田代」。沼尻川と只見川に囲まれた「下田代」が主な湿原であるが、周囲にも「背中アブリ田代」や「ヨシッ堀田代」、「赤田代」などの湿原があり、至仏山や燧ヶ岳の山頂から尾瀬ヶ原を展望するとモザイク状に拠水林によって分割されている様子がわかる。

### 気候
標高約1,400 mの高地に位置し、亜寒帯湿潤気候である。夏は冷涼、冬は非常に寒さが厳しく、-30 °C近くまで下がることもあり、1995年（平成7年）12月28日には尾瀬沼で-31.0 °C、山の鼻で-30.0 °Cが観測されている。冬季の降雪量が多い日本海側気候であるが、太平洋と日本海の分水界でもあり、太平洋側気候の特色も持つ。
|               | 1月   | 2月   | 3月   | 4月  | 5月   | 6月   | 7月   | 8月   | 9月   | 10月  | 11月  | 12月  | 年     |
| ------------- | ----- | ----- | ----- | ---- | ----- | ----- | ----- | ----- | ----- | ----- | ----- | ----- | ------ |
| 平均気温（C） | -7.6  | -6.7  | -3.4  | 2.0  | 7.0   | 12.4  | 16.6  | 17.2  | 13.2  | 6.9   | 1.1   | -4.3  | 4.6    |
| 降水量（mm）  | 149.5 | 142.4 | 133.5 | 85.1 | 101.8 | 139.8 | 173.8 | 190.8 | 204.8 | 157.3 | 113.9 | 182.7 | 1775.1 |

|                 | 1月   | 2月   | 3月  | 4月  | 5月 | 6月  | 7月  | 8月  | 9月  | 10月 | 11月 | 12月 | 年  |
| --------------- | ----- | ----- | ---- | ---- | --- | ---- | ---- | ---- | ---- | ---- | ---- | ---- | --- |
| 鬼怒沼（2020m） | -10.3 | -10.1 | -6.7 | -0.3 | 5.8 | 9.9  | 14.4 | 15.4 | 10.6 | 4.5  | -1.6 | -6.3 | 2.2 |
| 八島原（1630m） | -8.7  | -8.9  | -4.5 | 2.6  | 7.5 | 13.0 | 16.1 | 17.4 | 13.3 | 8.0  | 2.2  | -6.8 | 4.3 |

### 周辺の山
尾瀬沼の近辺に至仏山、燧ヶ岳があり、周辺には日光白根山、帝釈山、平ヶ岳、武尊山などの山がある。
|        |        |            |        |
| 至仏山 | 燧ヶ岳 | 日光白根山 | 武尊山 |

### 周辺の峠
- 鳩待峠
- 沼山峠
- 三平峠（尾瀬峠）
- 富士見峠

### 源流の河川
阿賀野川水系の河川は日本海へ流れ、利根川水系の河川は太平洋へ流れる。
- 只見川（尾瀬沼と尾瀬ヶ原を源流とする河川。喜多方市で阿賀川と合流する。）
- 檜枝岐川（下流では伊南川。南会津郡只見町で只見川と合流する。）
- 片品川（大清水平、小渕沢田代などを源流とする河川。沼田市で利根川と合流する。）

## 歴史

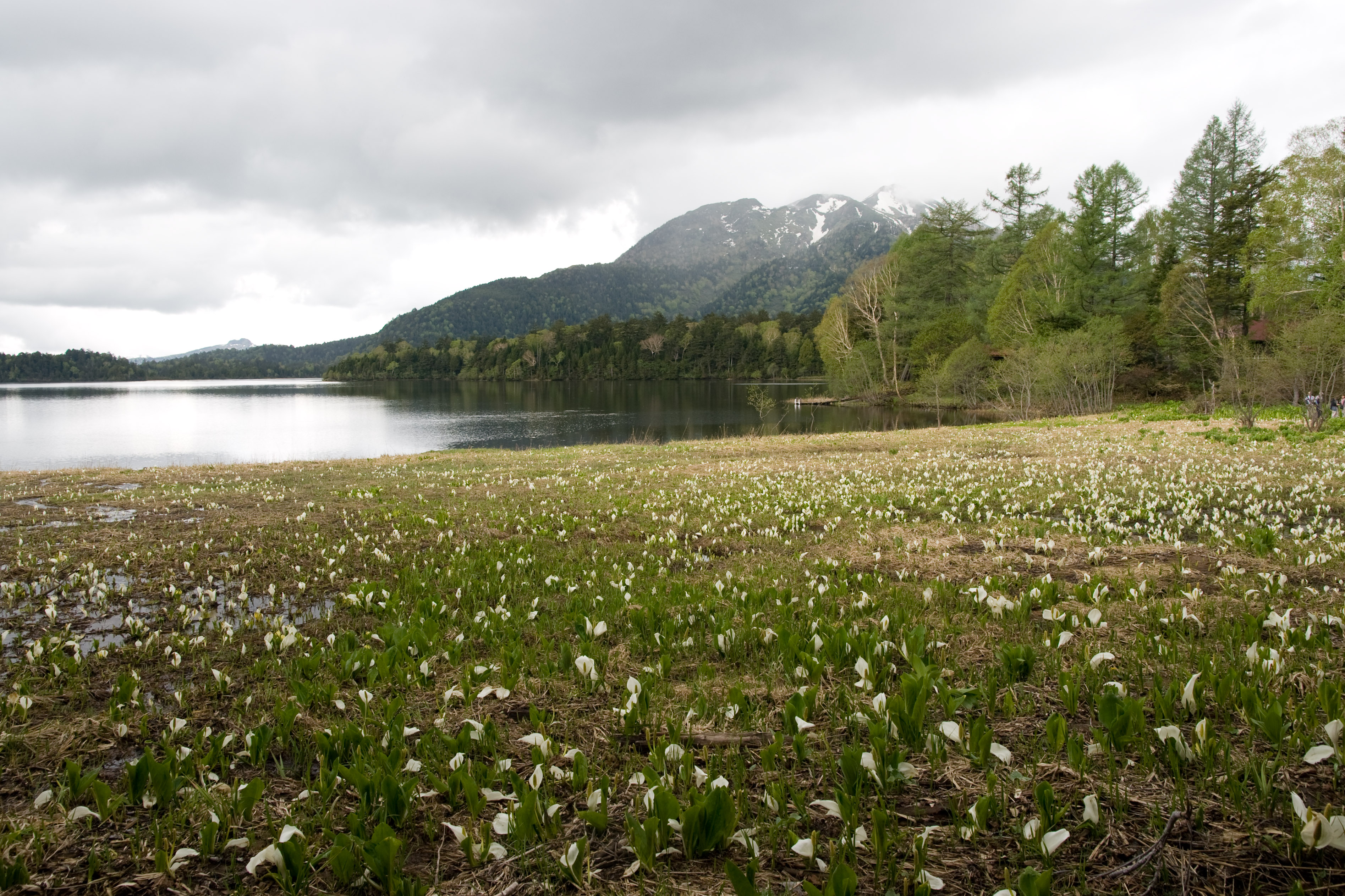
燧ヶ岳の火山活動によって誕生した尾瀬沼

数十万年前から1万年前までの間に周辺の火山活動により川がせき止められ、盆地が形成されたと考えられている。最初期に成立したのは尾瀬ヶ原で、かつてここは湖で、後の堆積により湿地になったと考えられていた。しかし、1972年にボーリング調査が行われた結果、地下81mまでの場所では、ここに湖があったという証拠が得られなかった。このため、尾瀬ヶ原の成立については不明であるが、現在は盆地に堆積した土砂によって平坦な湿原が形づくられたとする説が有力になりつつある。
約1万年前に、火山の燧ケ岳が誕生した。火山活動による溶岩などによって、盆地の東半分がせき止められ、これにより尾瀬沼が成立したと考えられている。
このようにして尾瀬ヶ原と尾瀬沼が成立した頃は氷期であり、周辺では寒冷地の植物が自生していた。その後、氷期が終了し、温暖な時代になると、南方から温暖地に住む植物が勢力を伸ばしてきたため、それまでこの地にいた植物たちは、次第に北へ後退していった。しかし、尾瀬は、高原の盆地という特殊な地理条件のため、他地域の植物があまり入り込まず、氷期に生育していた植物がそのまま現在も自生している。尾瀬の植物には、尾瀬以外ではロシアが南限というものが多く存在する。ただし、気候的には他の南方系植物も十分に生育可能なため、尾瀬へは他地域の植物の種子が入り込まないよう、特に監視がされている。
やがて文字による歴史の時代になるが、尾瀬はあまりにも奥地のため、ほとんど記述が残っていない。
群馬県と福島県との間には尾瀬を経由して会津沼田街道が通っており、1600年頃は交易が盛んに行われていた。

### 年表
- 1889年（明治22年） 木暮理太郎が尾瀬を通過。

同年、平野長蔵らが当時は処女峰だった燧ケ岳の登頂に成功したというのが、比較的古い記録である。渡邉千吉郎が1894年に残した記録によれば、尾瀬の南にある戸倉村（現在の片品村戸倉）と、北にある檜枝岐村は、江戸時代から尾瀬沼の東岸で交易を行っていた。小さな小屋を建て、そこに村の特産物を置き、代わりに向かいの村の産物を持って帰ったという。
- 1890年 平野が尾瀬沼西端の沼尻（ぬしり／ぬじり）に小屋を建てる。燧ケ岳への山岳信仰のための参籠の場であり、現代では尾瀬開山の年と位置付けられている[6]。
- 1903年 尾瀬原ダム計画が明らかになると、平野は沼尻の小屋に定住を始める。
- 1908年（1910年説あり） 平野が尾瀬沼西端の沼尻に尾瀬で最初の山小屋「長蔵小屋」を建設。その後、平野は尾瀬沼の漁業権を取得し、ヒメマスなどの養殖を試みるが失敗した。なお、長蔵小屋は1915年に尾瀬沼東岸に移動した。
- 1920年 長蔵小屋が尾瀬沼一帯を風致保護林へ指定するように陳情活動を行う。後に840haが指定[7]。
- 1922年（大正11年） 関東水電（後の東京電力、現：東京電力ホールディングス）が水利権を取得。尾瀬原ダム建設が計画される。
- 1934年（昭和9年） 日光とともに日光国立公園に指定。
- 1938年 国立公園特別地域に指定。
- 1944年 取水工事開始（1949年竣工）。尾瀬沼から片品側の三平峠に向けて水力発電用の水を通すトンネルが完成する。
- 1949年 NHKが、ラジオ歌謡として作詞家江間章子・作曲家中田喜直に制作依頼して作られた尾瀬の自然を歌った曲『夏の思い出』を発表し放送。この曲のヒットにより尾瀬は一躍有名になり、多くの観光客が訪れるようになる。
- 1952年 福島県側で木道（主要地方道沼田田島線）の整備が始まる。
- 1953年 国立公園特別保護地区に指定。
- 1956年 天然記念物（天然保護区域）に指定。
- 1960年 特別天然記念物に指定。
- 1967年 尾瀬沼でのボート、釣りが禁止される。
- 1970年 尾瀬沼東岸を通り、片品村から檜枝岐村を結ぶ主要地方道沼田田島線（現・群馬県道・福島県道1号沼田檜枝岐線）の建設が開始されるが、自然保護運動により翌年、計画は中断される。
- 1971年 尾瀬周辺を通過する奥鬼怒スーパー林道が着工される。なおこの林道は、のちに尾瀬周辺を通らないよう設計変更されて竣工した。
- 1972年 ゴミ持ち帰り運動開始。翌年までに尾瀬のゴミ箱が全て撤去される。撤去されたゴミ箱の数は、東京電力関連会社の尾瀬林業が管理していたものだけで1400個。
- 1974年 沼山峠、鳩待峠のマイカー規制開始。
- 1981年 国道401号が制定施行。
- 1989年（平成元年） 尾瀬西端の至仏山登山道のうちの一つが、自然保護を理由に閉鎖される。なおこの登山道は、1997年に供用が再開された。JTBが雑誌『旅』1989年9月号の誌上において「尾瀬」を日本の秘境100選の一つとして福島県、新潟県、群馬県に亘る地域を選定。
- 1996年 東京電力が尾瀬ケ原水利権更新を断念し、尾瀬原ダム計画は正式に消滅。尾瀬沼の水利権は2011年1月時点も保持し、取水トンネルにより利根川水系片品川に導水したものを水力発電に利用している。これにより尾瀬沼の水位は低下したままである。一部に尾瀬沼の水利権放棄との情報もあるが、間違いである。
- 1999年 沼山峠側で乗り合い自動車以外の自動車の乗り入れが通年通行禁止。
- 2005年10月21日に、日本政府は「特に水鳥の生息地として国際的に重要な湿地に関する条約」（ラムサール条約）が指定する湿地の候補として国内での登録を終え、11月8日の同第9回会議において正式に決定された[2]。
- 2007年 日光国立公園から尾瀬地域を分離、会津駒ケ岳等を編入し単独で尾瀬国立公園となる。
- 2008年 大江湿原のニッコウキスゲで、鹿による食害が深刻化。
- 2009年 『読売新聞』7月18日付で、至仏山の登山道周辺がかなり裸地化したと報じる。
- 2020年 尾瀬の保護活動主体が、東京電力ホールディングスから東京電力リニューアブルパワーに移行される。

## 生態系と自然保護

### 生態系の変化
尾瀬では踏み付けによって生じる湿原や登山道などの裸地化、汚水等による水質や水生生物への影響、植生の改変、移入植物の進入などが生態系に及ぼす影響として問題になっている。
また、ニホンジカが増加し、ニッコウキスゲなどの花芽が食べ尽くされ、極端に開花が少なくなる場所が増えるなどの影響が起こり始めている。1995年頃から尾瀬に現れたニホンジカは2008年には約300頭にまで増加し、頭数の調整のため環境省は特別保護地域内での捕獲を認める方針を示している。2009年には4月から11月にかけて、福島県内の特別保護区域などで駆除に乗り出したが、捕獲数は16頭にとどまった。これは面積が広いことと、現地におけるシカの処理、搬出などが重労働であるため効率があがらないためという。

### 自然保護運動
尾瀬では自然保護運動が盛んであり、これらの運動の一部は尾瀬の後に他地域で実践されるようになったものも多い。このため、これらの活動について列挙する。なお、自然保護を目的として1972年には群馬県尾瀬憲章が制定。1996年には尾瀬保護財団が設立されている。

#### 反ダム運動
最初期の自然保護運動は、尾瀬原ダム計画の反対運動であった。尾瀬沼のほとりに住んでいた平野長蔵は、一人でこれに反対。発電所の建設に反対するために、尾瀬への定住を始めたという。実際には、発電用施設は尾瀬沼南岸に取水口が一つ建設されたのみで、それ以外は建設されなかった。1956年に尾瀬地域が天然記念物に、1960年には特別天然記念物に指定され、その時点で発電所計画は事実上不可能になっていたものの、東京電力は1966年まではこの地に発電所建設計画を持っていた。また、それ以降も太平洋側への分水路建設計画は残されていた。東京電力が発電所建設や分水路建設計画を正式に断念するのは1996年になってのことである。
ただし現在でも尾瀬地域の群馬県側は全てが東京電力ホールディングス（HD）の所有地である。現在、東京電力HDから保護活動を継承した東京電力リニューアブルパワー、また東京電力HD子会社の東京パワーテクノロジー（旧尾瀬林業）は、木道の建設や浄化槽式トイレの建設、湿原の復元など、環境省や各自治体と並び尾瀬を守る活動の主体の一つとなっており、東京パワーテクノロジーは尾瀬地域の5つの山小屋の経営母体でもある。

#### 道路建設反対運動
尾瀬が有名な観光地になると、自動車で乗り入れができる観光ルートの建設が開始された。1960年代当時、自動車で入山できる場所は富士見峠しかなかったが、この後、鳩待峠、沼山峠が整備され、峠の頂上付近まで自動車で乗り入れることができるようになった。この後、三平峠と沼山峠を結ぶ自動車道の建設が始まるが、建設開始直後の1971年7月25日、平野長蔵の子孫の平野長靖が当時の環境庁長官大石武一に建設中止を直訴。5日後、大石が平野とともに現地を視察すると、直後に建設は中止された。竣工した道路の一部は1998年までに廃道になった。

#### ごみ持ち帰り運動
ごみ持ち帰り運動も、尾瀬が元祖であるとされる。それまで尾瀬には多くのゴミ箱が設置されていたが、ごみの処理に苦労していたうえ、ごみ箱はすぐに溢れたため、入りきらなかったごみはごみ箱周辺に散乱し、風などで周囲に飛散していた。ごみ持ち帰り運動は「逆転の発想」として1972年に開始され、翌年までには全てのごみ箱が撤去された。この運動はその後他の地域にも広まっていった。また、それまでは不燃ごみは穴を掘って埋めることが多かったが、それらの「過去のごみ」も順次発掘のうえ上尾瀬の外に搬出する作業が、ボランティアも交えて行われている。だが埋められたごみが膨大なうえ樹木の根に絡みついて倒壊を招きかねないため完全には撤去しきれておらず、後述する屎尿を処理した汚泥とともに尾瀬の外への搬出はヘリコプターが使われている。

#### 廃棄物の処理
ごみ以外の廃棄物も原則として尾瀬には廃棄しないのも特徴である。公衆トイレの排泄物などは、合併浄化槽で液体部分は排水しても問題ないレベルまで処理して放流し、固体部分は脱水・乾燥処理しヘリコプターで回収している。排水をパイプライン輸送を通して尾瀬外の河川に流すトイレもある。ただ、合併浄化槽を運転するために、24時間自家発電の運転が必要となり、維持コストがかさむために、1回使用あたり100円から200円のチップ制になっている。尾瀬はほとんどの山小屋に風呂が設置されているが、現在は汗を流すだけで石鹸・シャンプーは使用できない。食器洗いの際も汚れは極力ふき取り処理が行われており、洗剤の使用は最低限に抑えられている。これは、これらの生活排水などが自然環境に影響を与えると考えられているためである。
こうした配慮をしても、現在20ほどある山小屋は環境への負荷を考えると多すぎるという指摘もある。

#### 自動車乗り入れの制限
1974年（昭和49年）の「国立公園における自動車利用適正化要綱」で日光国立公園尾瀬地域がモデル地区となり、福島県尾瀬自動車利用適正化連絡協議会及び片品村尾瀬交通対策連絡協議会が設置され、マイカー等の交通規制と代替輸送が実施されている。
2022年4月現在、以下のような規制がある。
- 大清水口 - 大清水以奥への許可車両を除く一般車両の乗り入れ禁止（通年）[1]。
- 富士見峠口 - 富士見下以奥への一般車両の乗り入れ禁止（通年）[1]。
- 鳩待峠口 - 津奈木以奥へのタクシー、ハイヤー、マイクロバス及び許可車両以外の車両の乗り入れ禁止（混雑期間と毎週末）[1]。
- 御池口 - 御池から沼山峠までの許可車両以外の車両の乗り入れ禁止（通年）[1]。

#### 尾瀬の木道
ほぼ全域にわたって、総延長60キロメートルの木道が整備され、木道以外の場所を歩けないようにして、湿原保護を図っているのも尾瀬の特徴である。長さ4メートル、幅50センチメートルほどの木板をつなげ、湿原に降りなくてもすれ違えるよう複線になっている（右側通行）。1952年頃、ぬかるんだ湿原を歩きやすくするため、丸太が置かれたのが始まり。しかし1960年代、当時尾瀬で唯一すぐ近くの富士見峠まで自動車で行くことができた、尾瀬地域で最も標高の高い湿原の一つであるアヤメ平が、単線の木道しか設置されていなかったために、行き違いが出来ずに湿原に降りた多くの登山者により踏み荒らされるようになった。これを契機に、1966年から尾瀬のほぼ全領域で計画的に複線の木道が整備されるようになり、木道以外の場所は歩けないようになった（一部の登山道を除く）。
かつての木道は尾瀬周辺の林で伐採した木材が利用されていた。しかし、尾瀬地域が特別天然記念物に指定されるなどして、この方法は使えなくなり、その後は地域外の木材をヘリコプターなどで搬入して利用している。最近の木道はカラマツ材が使われることが多い。カラマツは樹脂が多く、湿原の水分に浸された状態でも比較的長持ちするが、豪雪などで劣化が進むため10年前後で更新が必要となり、コンクリート製が試用されたこともあった。閑散期にヘリコプターで資材を搬入し、手作業で順次置き換えている。廃材の一部は、中心部の朽ちていない部分が各種木材製品に転用されている。また檜枝岐村はクラウドファンディングで資金を募り、会津駒ケ岳で新しい木道を整備している。
木道の設置・更新工事は、現在は福島県域では福島県→のちに環境省によって、群馬県域では群馬県と東京電力→のちに東京電力リニューアブルパワーによって、新潟県域では東京電力リニューアブルパワーによって行われている。木道の表面には設置・更新年を示す焼印が木道一本ずつに押されている。この焼印はたとえば2007年（平成19年）設置のものなら群馬県設置のものは「群H19」、福島県設置のものは「福H19」、東京電力設置のものは「（東京電力ロゴ）H19」と記されており、設置者と設置年が明らかになっており、更新の参考になっている。また、東京電力設置分は、2016年4月の持株会社体制移行を境に、ロゴマークも「TEPCO」マークに変更されており、年号も西暦に変更されたため、「（TEPCO）2016」のように表示されるようになる。また、東京電力や東京電力リニューアブルパワー設置分のうち、国際森林認証(FSC)を取得した尾瀬戸倉山林の木材で作られた木材による木道にはFSC（森林管理協議会）マークが付いている。令和改元後、環境省設置分は「環R1」。群馬県設置分は「群R01」のように表示されるようになったが、環境省設置分は翌2020年設置分から「環R2（2020）」のように西暦併記となった。
木道はかつては湿原に横板を介して直接置かれたものがほとんどであった。しかし低層湿原部分などで、大雨のあとの増水時などに冠水しやすい部分や、融雪期に雪解け水で冠水しやすい部分は、橋梁状の地面からの高さが高いものに作り直されている。
木道の単線あたりの幅は、ほとんどの場所で約50センチメートルで、幅広の木材を2枚使ったものから、幅の狭い木材4枚を使ったもの、その中間の3枚の木材を使ったものまである。群馬県側の大清水の湿原と、福島県側の御池登山口の湿原には車椅子対応の幅150センチメートルのものが設置されている。段差をなくし、車いすが落ちないように両端に車止めを付けるなどの配慮がなされている。歩行者の少ない地域では単線の木道だけの場所や、幅30センチメートル程度の狭い木道が設置されている場所もある。
なお、複線木道整備のきっかけになったアヤメ平は1966年から群馬県が復元事業を開始、また1969年からは東京電力グループの尾瀬林業も復元事業を実施している。採取した種子をまき、高山植物を現地で栽培するという方式をとり、2008年時点も、復元作業は継続されている。2010年10月23日に、NHK総合テレビジョンの番組『小さな旅』で、木道の修復の様子が放送された。

## 観光・登山

### 登山道

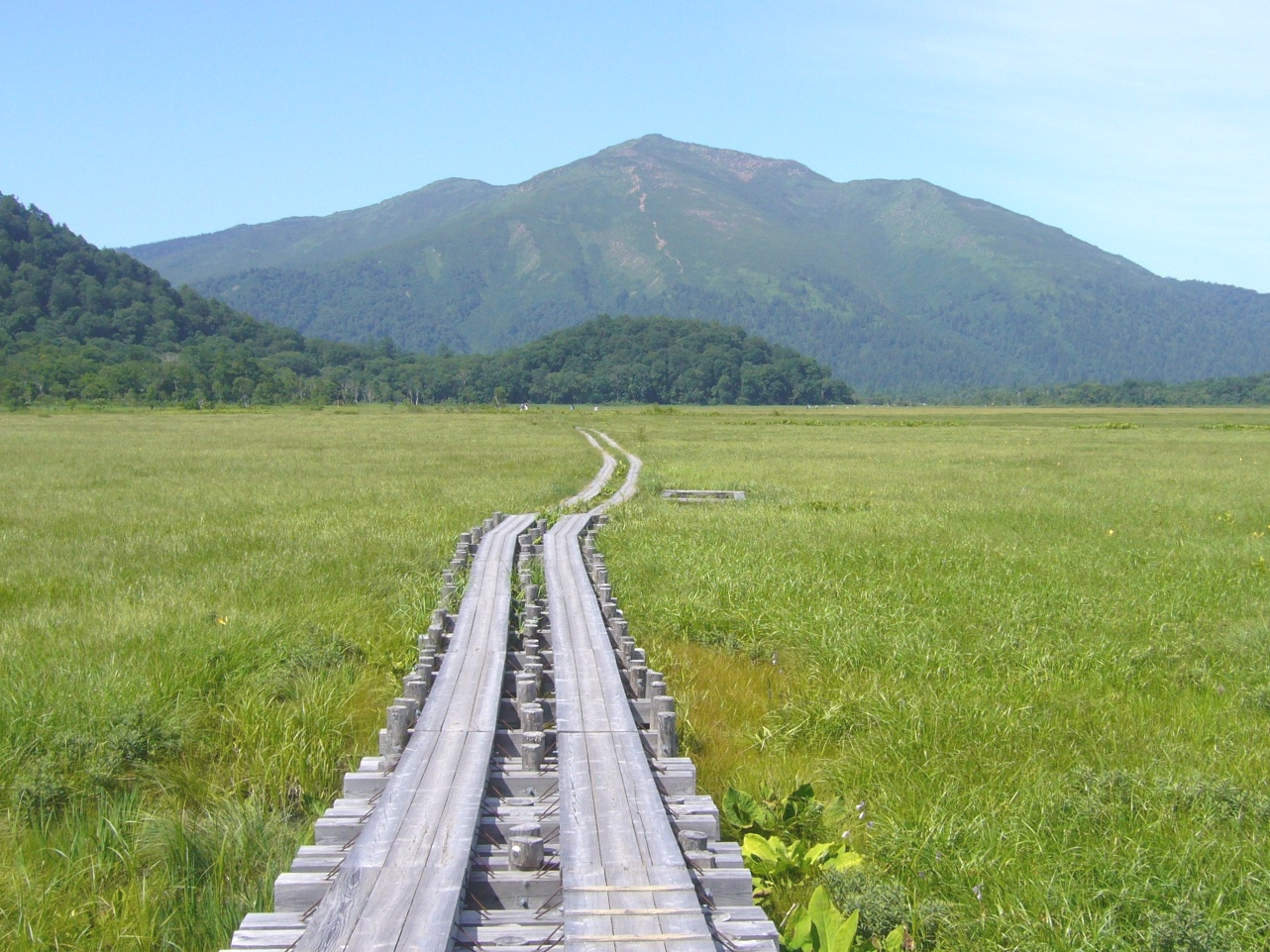
尾瀬ヶ原と至仏山

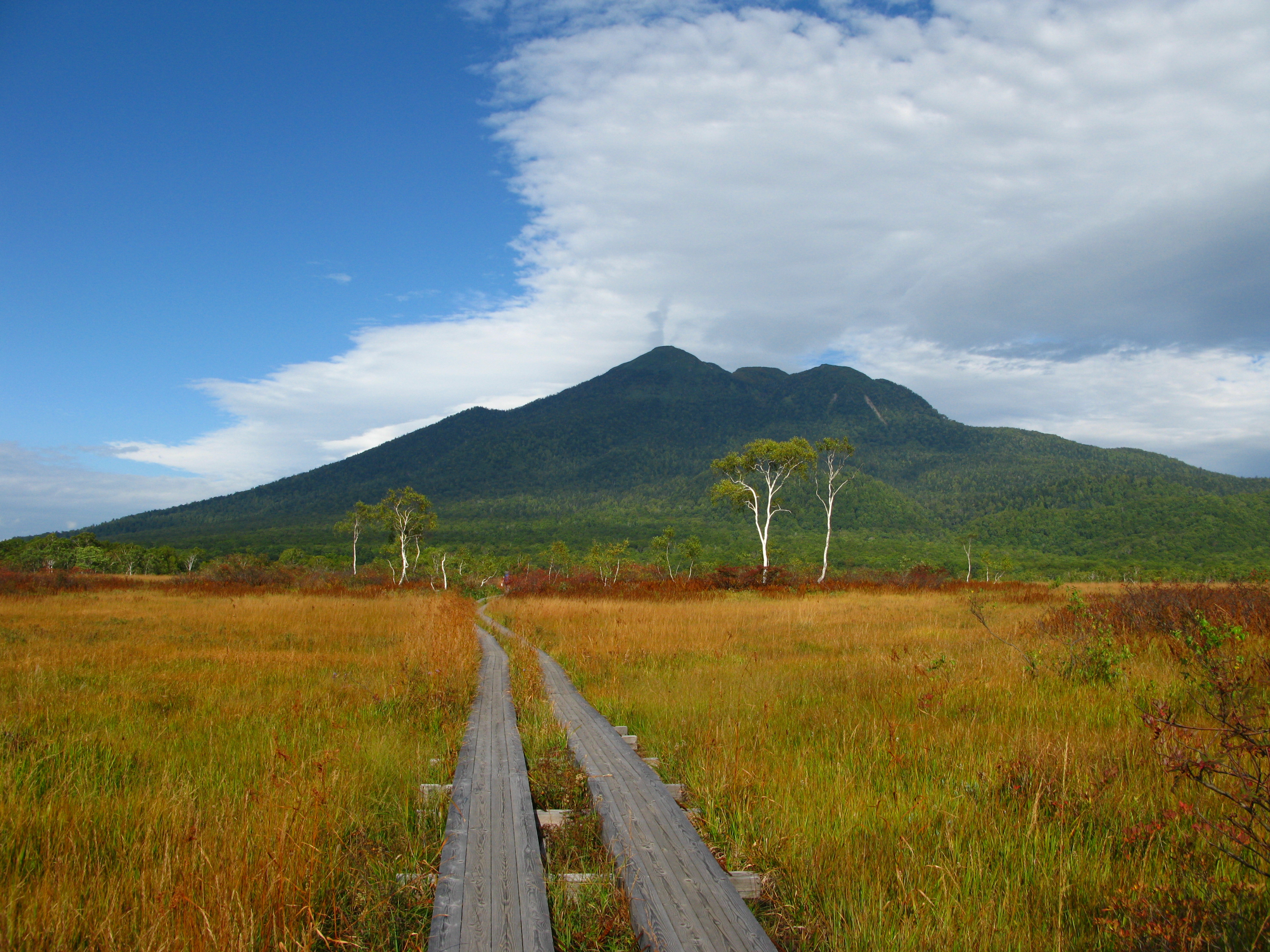
尾瀬ヶ原、下田代のシラカバと燧ヶ岳

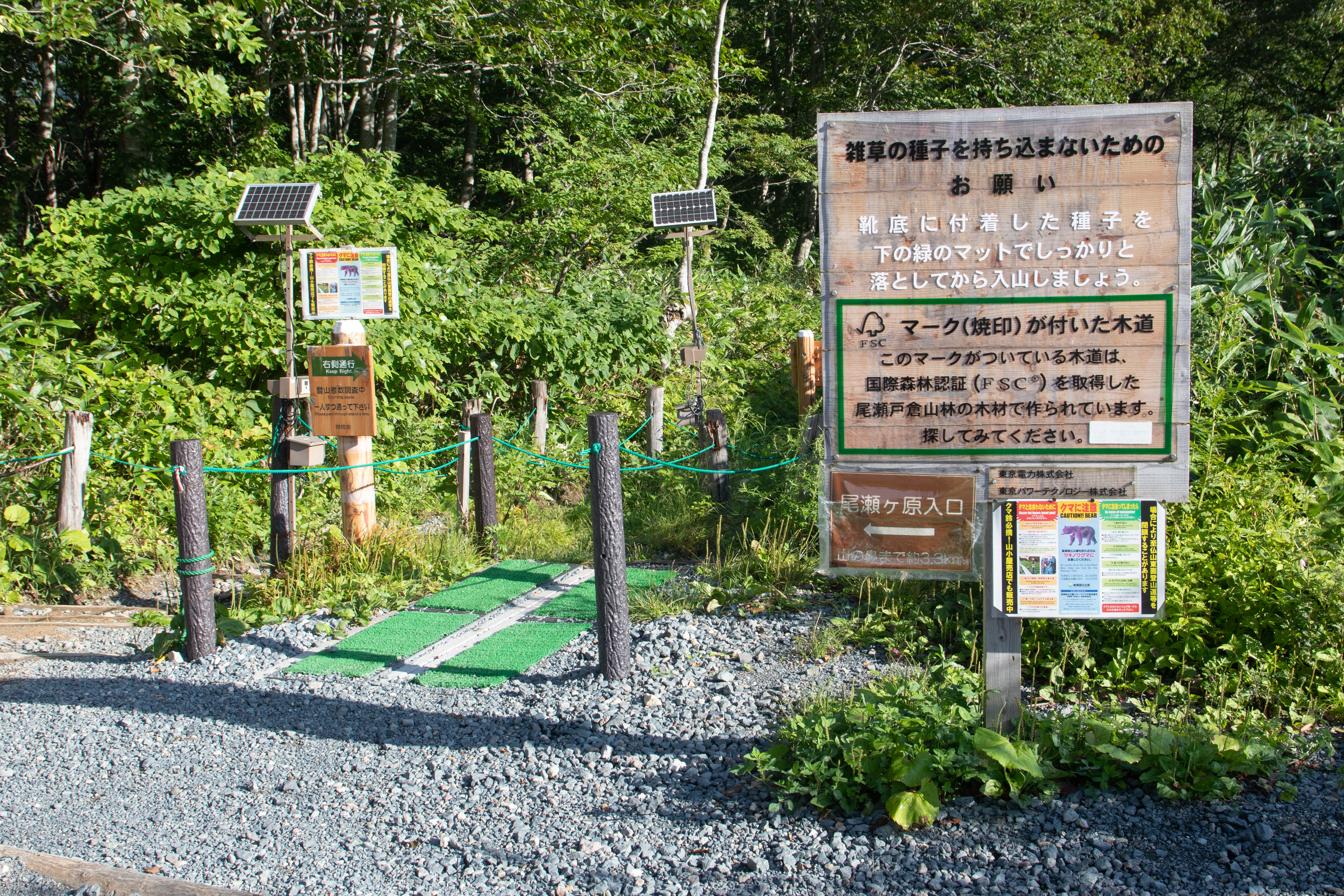
鳩待峠登山口に設置されている靴底の種子落としマットとそれを促す看板。
外来の植物が持ち込まれないよう努力がなされているが、看板の周りにはオオバコなどの移入植物が多く見られる。

尾瀬沼や尾瀬ヶ原の周辺には木道が整備されている。湿原保護のため、木道から外れて湿原に立ち入ったり、湿原に撮影用の三脚を立てたり、木道や休憩所に座って足を湿原に置かないよう呼び掛けられている。また、登山道や木道を傷めないようストックの先端にストックキャップを付けることも呼び掛けられている。入山口には種子を落とすためのマットが用意されており、移入植物の侵入を防ぐ努力がなされている。
日中と朝晩の気温差が大きいためトレッキングには防寒着が必須とされ、ダウンジャケット等の携行が勧められている。
なお、尾瀬はツキノワグマの生息地であり、朝夕の薄暗い時間帯、霧、川沿い、山すそは要注意とされている。
携帯電話は従来はほとんどの場所でサービスエリア圏外となっていた。これは「尾瀬で携帯電話ができると雰囲気が悪くなる」との意見があったため、あえて基地局の設置を行っていなかったためであるが、その後の情勢の変化により、2017年9月にまずKDDIが尾瀬ヶ原の山小屋周辺で「4G LTE」の電波の受信ができる携帯電話を使えるように工事を行った。2018年以降、順次尾瀬沼など周辺地域にも拡大し、21の山小屋全てで携帯通話・通信が可能になる予定である。このほかに山小屋や休憩所では公衆無線LANサービスも提供されている。公衆電話は多くの山小屋等にあるものの、衛星公衆電話なので通常の公衆電話よりも通話料が高額となる。

### 山小屋などの施設

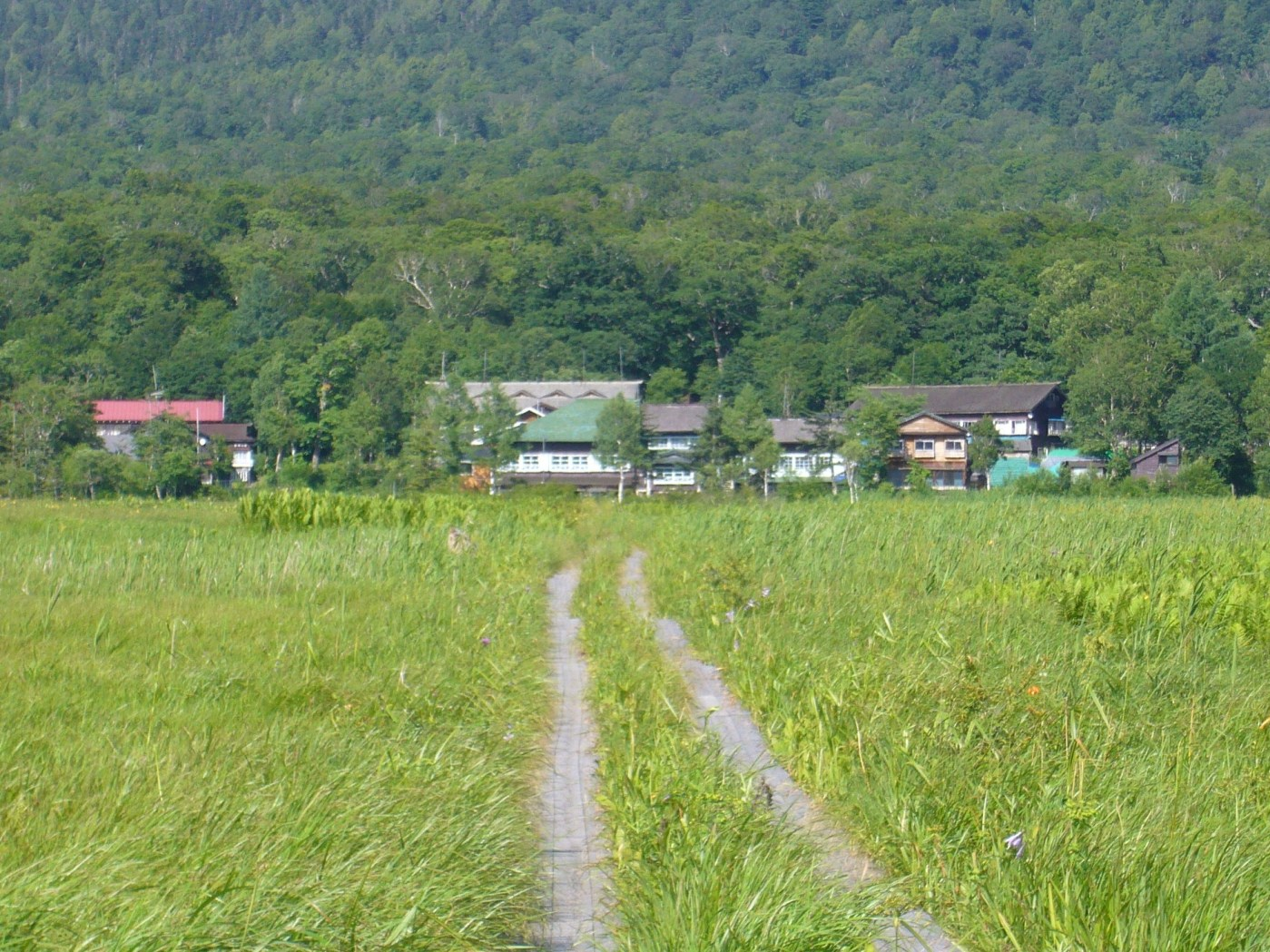
尾瀬見晴十字路の山小屋群

尾瀬沼の東端及び尾瀬ヶ原の西端には、ビジターセンターと国民宿舎がある。また、尾瀬には多くの山小屋があり、100kgを超す荷を背負って山小屋に食料などを運ぶ歩荷（ぼっか）の姿もみられる。
山の鼻と尾瀬沼畔にはビジターセンターが設置され、尾瀬の自然の紹介と、自然保護活動の啓蒙を行っている。スライドショーや観察会等も行われる。なお、山の鼻ビジターセンターは群馬県が、尾瀬沼ビジターセンターは環境省が設置しているが、両センターの運営管理とも現在は尾瀬関係3県によって設立された財団法人尾瀬保護財団が運営管理を行っている。
- ビジターセンター
  - 尾瀬沼ビジターセンター
  - 尾瀬山の鼻ビジターセンター

- 山小屋[13]
  - 尾瀬沼地区
    - 尾瀬沼山荘
    - 長蔵小屋
    - 尾瀬沼ヒュッテ

  - 見晴地区
    - 第二長蔵小屋
    - 桧枝岐小屋
    - 弥四郎小屋
    - 尾瀬小屋
    - 燧小屋
    - 原の小屋

  - 赤田代地区
    - 元湯山荘
    - 温泉小屋

  - ヨシッポリ田代地区
    - 東電小屋

  - 竜宮地区
    - 龍宮小屋

  - 山ノ鼻地区
    - 尾瀬ロッジ
    - 山の鼻小屋
    - 至仏山荘

  - 鳩待峠地区
    - 鳩待山荘

  - 御池地区
    - 尾瀬御池ロッジ

- キャンプ指定地 - キャンプ場は指定されており、キャンプ指定地以外での幕営は禁じられている[13]。
  - 山ノ鼻キャンプ場
  - 見晴キャンプ場
  - 尾瀬沼キャンプ場

- 公衆トイレ
  - 公衆トイレは麓の駐車場や山小屋の存在する場所に設置されている。維持管理費用の一部を利用者に負担してもらうため募金箱が設置されている[13]。チップ制で使用料（1回100円程度、沼尻では200円）を入口の箱に投入するというようなシステムになっている。ただし、山岳コースにはトイレのない場所もあり、携帯トイレの携行が呼びかけられている[13]。

### 過去に発生した問題
2003年、長蔵小屋が周辺に廃材などの廃棄物を不法投棄していたことが判明。2004年、従業員2名に執行猶予付きの有罪判決が下され、山小屋には罰金120万円が命じられた。
2021年8月、尾瀬ガイド協会の公式Twitterにて差別的な内容を含む投稿が問題視され、尾瀬ガイド協会はウェブサイトで謝罪した。これに関して公益財団法人尾瀬保護財団も抗議文を送付し、「セクシャルハラスメント、容姿による差別（ルッキズム）、女性差別、民族差別、人種差別など、看過することができない人権侵害であると同時に、ガイドの利用に当たって特定の方々に強い不安を与えてしまう」と指摘した。

## 交通・アクセス

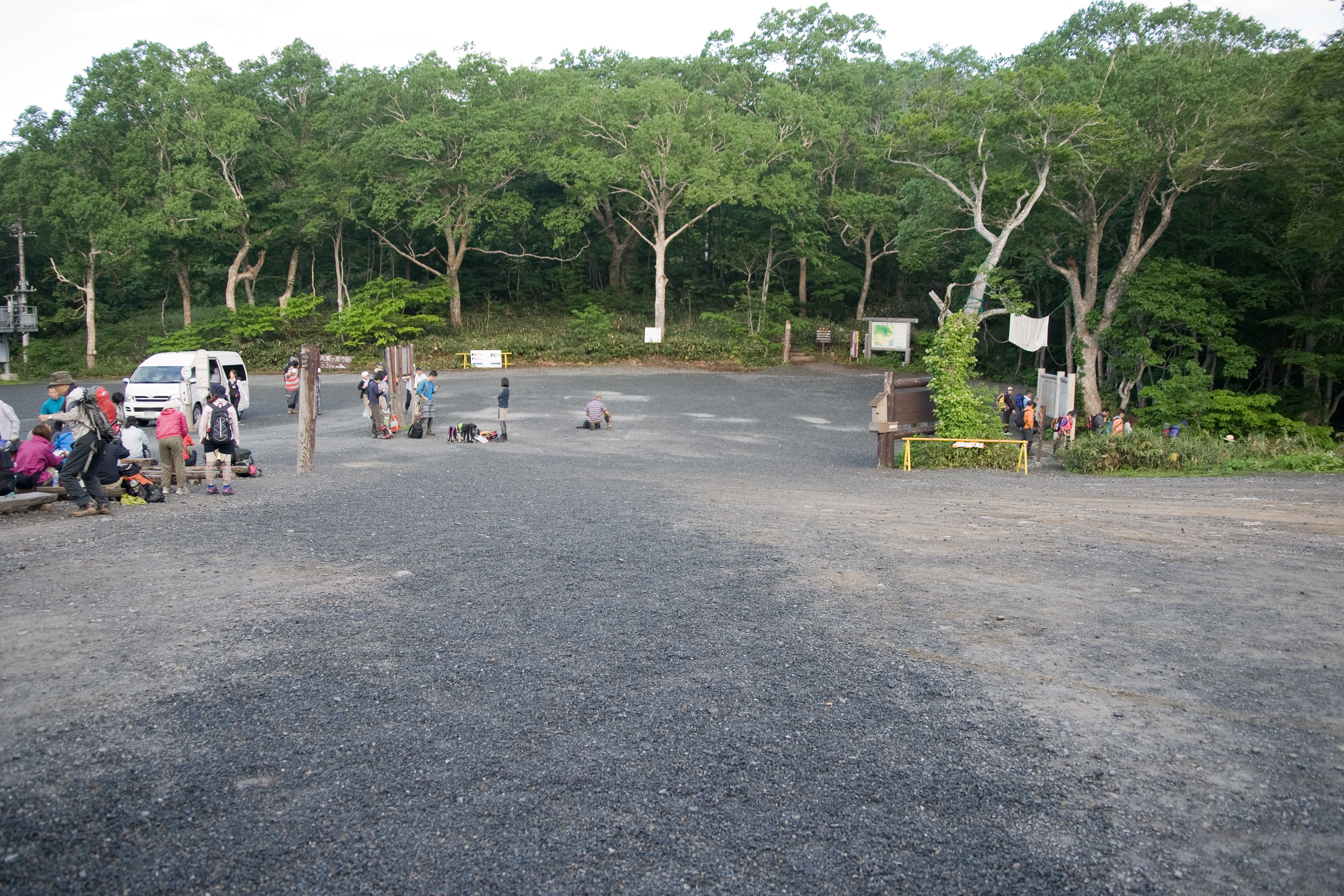
最も入山者数が多い入山口である鳩待峠

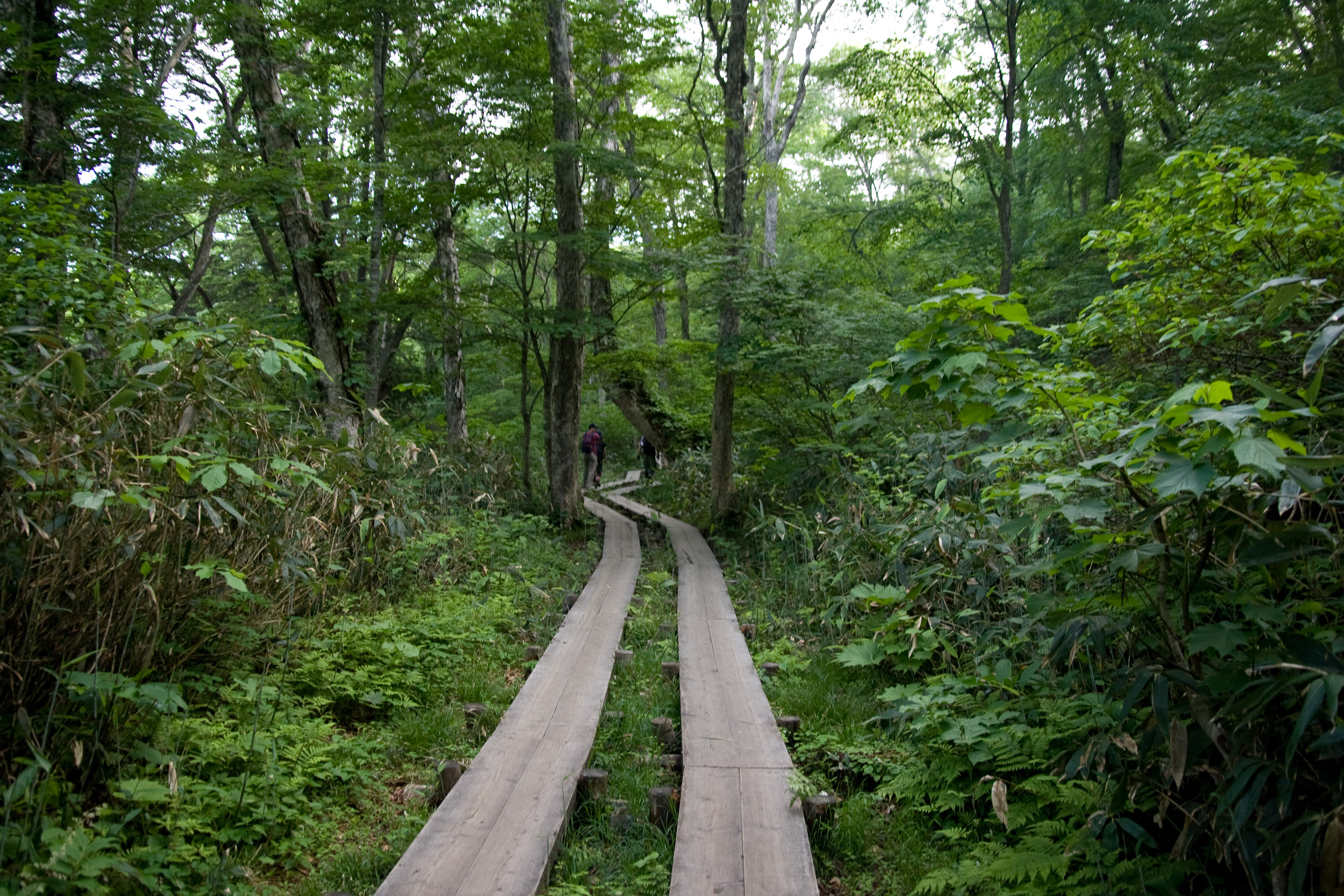
鳩待峠から尾瀬ヶ原まではこのような樹林帯の中の木道を1時間ほど歩く

現地には自動車道は通っていないため、登山口から徒歩でアクセスすることになる。尾瀬ヶ原及び尾瀬沼周辺への主な入山口は6か所ある。主な登山口は群馬県側が鳩待峠、富士見峠、大清水（三平峠）の3箇所で、福島県側が御池・沼山峠の2箇所。このほか新潟県側からの入山口（越後口）がある。このうち鳩待峠からの入山者数が全入山者数の6割弱、沼山峠からの入山者数が2割弱、大清水からの入山者数が0.5割をそれぞれ占めている。
現地へのアクセスについては前記の通り、1974年（昭和49年）の「国立公園における自動車利用適正化要綱」で日光国立公園尾瀬地域がモデル地区となり、福島県尾瀬自動車利用適正化連絡協議会及び片品村尾瀬交通対策連絡協議会が設置され、マイカー等の交通規制と代替輸送が実施されている。
マイカー利用時
自家用車の場合、群馬県側は片品村戸倉の尾瀬第一駐車場（有料）、尾瀬第二駐車場（並木駐車場、有料）に駐車し、そこから路線バスもしくは乗合タクシーで登山口である鳩待峠に向かう。乗車券はバスと乗合タクシーは共通であり、頻発運転により利便性を確保している。福島県側からは御池駐車場（有料、規制期間によっては使用不可のことあり）、七入駐車場（無料）に駐車し、同様に路線バスなどを利用する。これらの駐車場のほか、大清水駐車場（有料）、鳩待峠駐車場（規制時は使用不可）、富士見下駐車場（無料）がある。このうち、鳩待峠駐車場は狭いため規制期間中は使用できず、また規制期間外でも満車の時が多い。さらに自然保護を理由として周辺よりも高い駐車料金となっている。
公共交通機関利用時
電車・バスを利用する場合、群馬県側は上越新幹線上毛高原駅または上越線沼田駅から鳩待峠行バス連絡所行きまたは大清水行きのバスを利用。福島県側からは、会津鉄道会津田島駅から沼山峠行きバスを利用する。なお、東武鉄道がシーズン中の週末を中心に浅草駅から会津高原尾瀬口駅まで夜行列車「尾瀬夜行」を運行し、会津高原尾瀬口駅で沼山峠行きの専用シャトルバスに接続する（同駅からの通常の路線バスは無い）ほか、関越交通もバスタ新宿および東京駅から大清水行き高速バスを走らせている（戸倉で鳩待峠行きのシャトルバスに乗り換えられる）。
このほか、上越線浦佐駅から奥只見ダム行きのバスに乗り、そこから定期船で尾瀬口、尾瀬口から定期バス（予約制）で小沢平・御池・沼山峠まで行く方法もあるが、本数は非常に少なく（1日2本、繁忙期のみ3本）、また積雪のために開通は6月上旬となる。
最も利便性の高い鳩待峠や沼山峠からでも、バスの終点から尾瀬の湿原までは徒歩で1時間ほどかかる。

## 関連画像

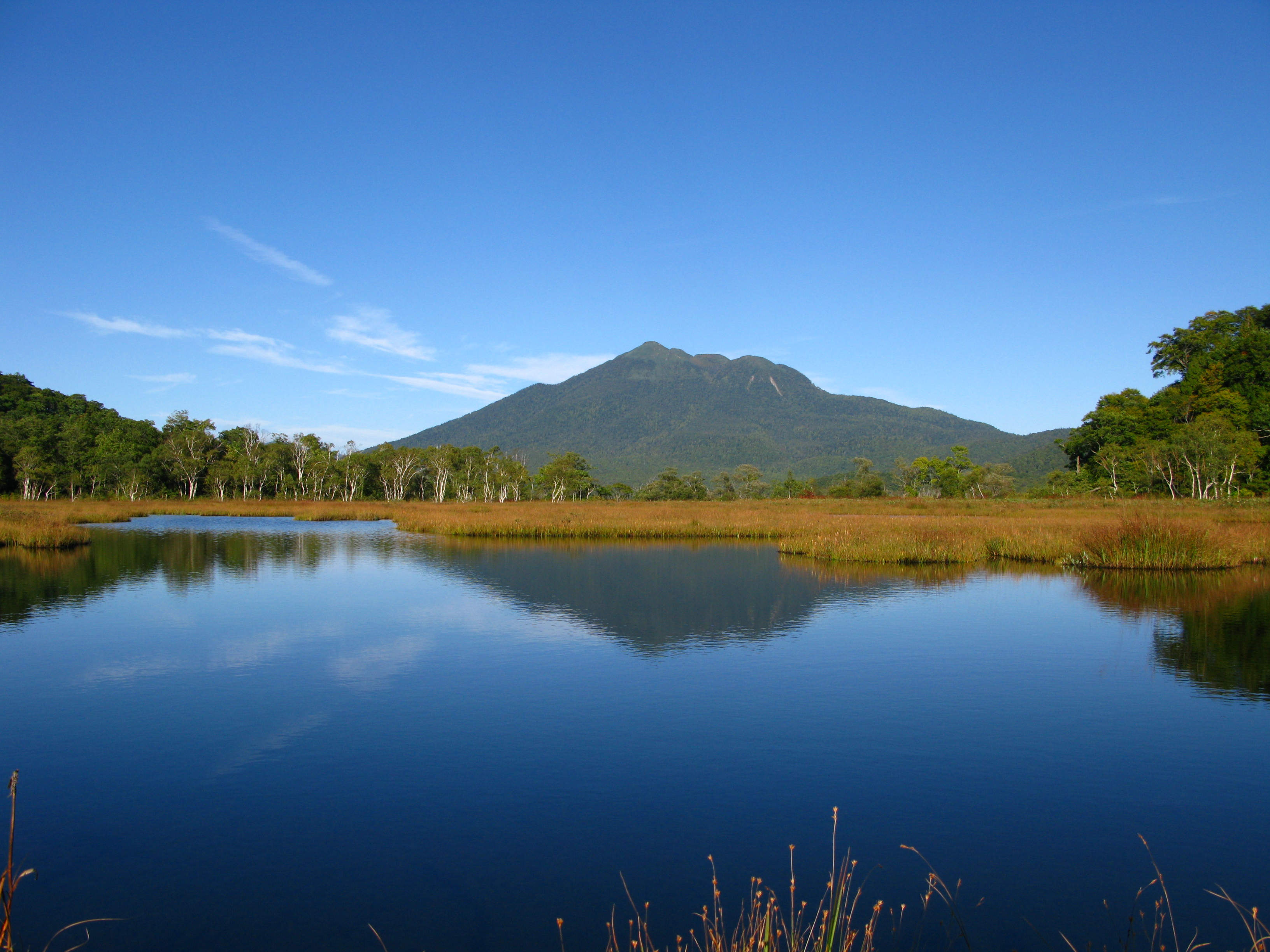
尾瀬ヶ原、上田代の池塘と燧ヶ岳。
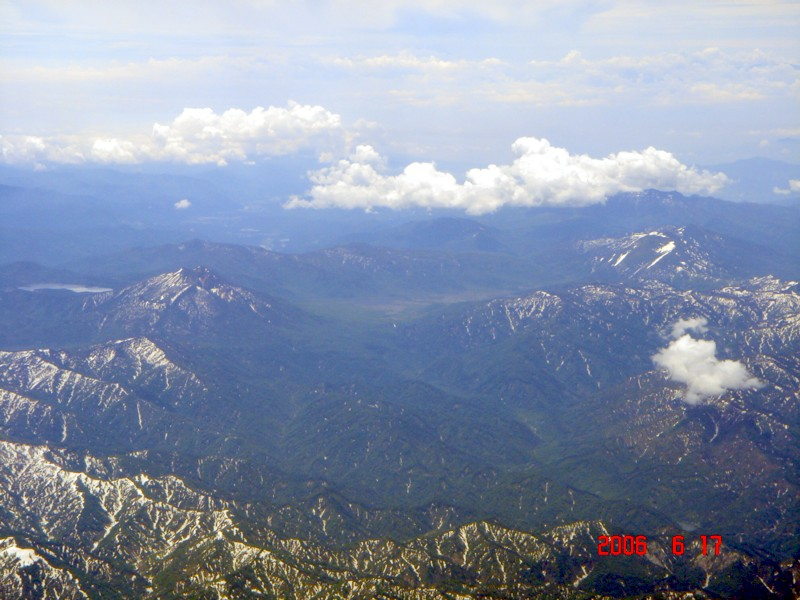
左から順に尾瀬沼、燧ケ岳、尾瀬ヶ原。手前の谷は三条ノ滝から奥只見湖（銀山湖）に繋がる只見川最上流部。
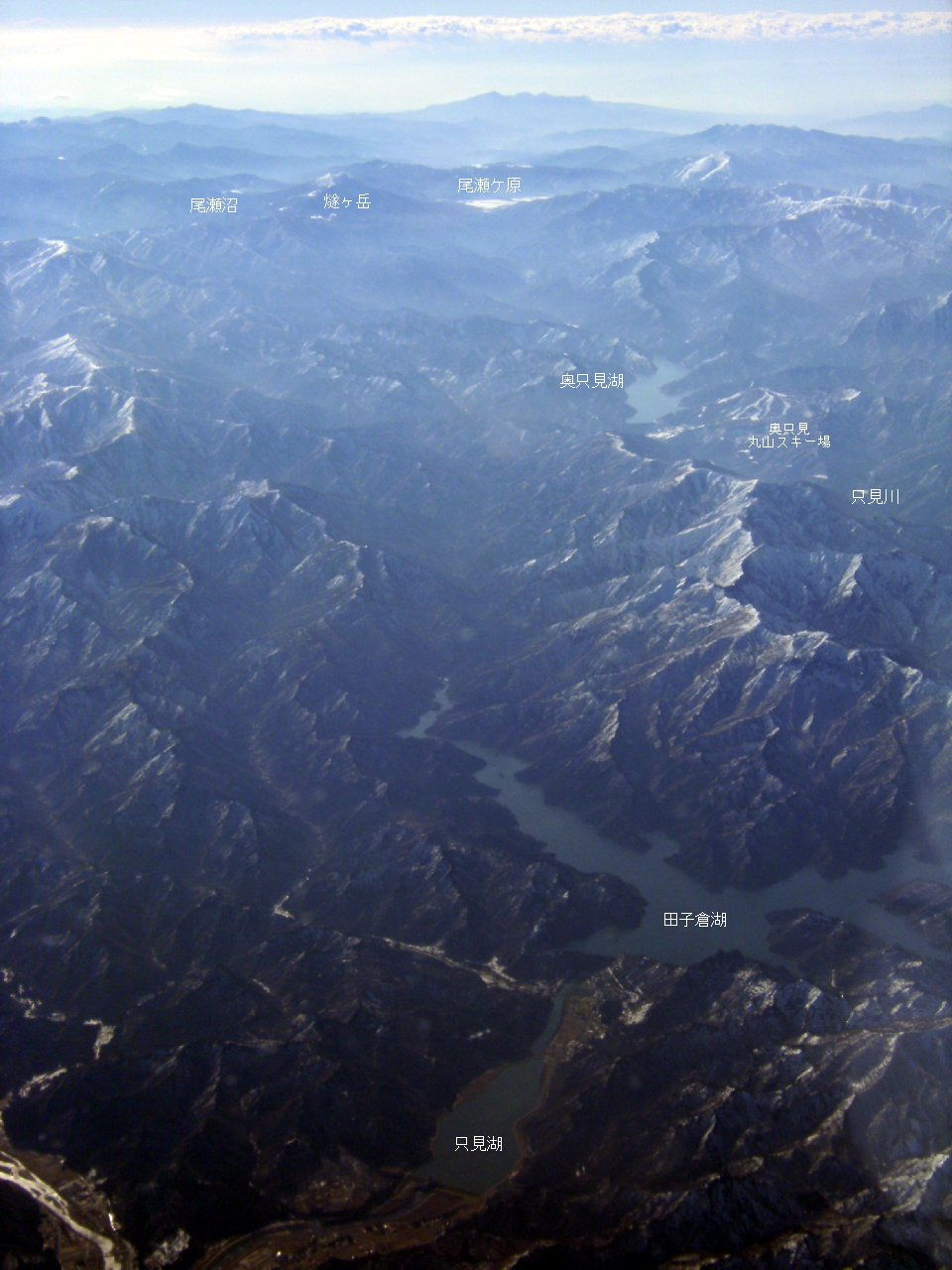
阿賀野川水系最大の支流只見川源流部。最奥の山並みは赤城山。
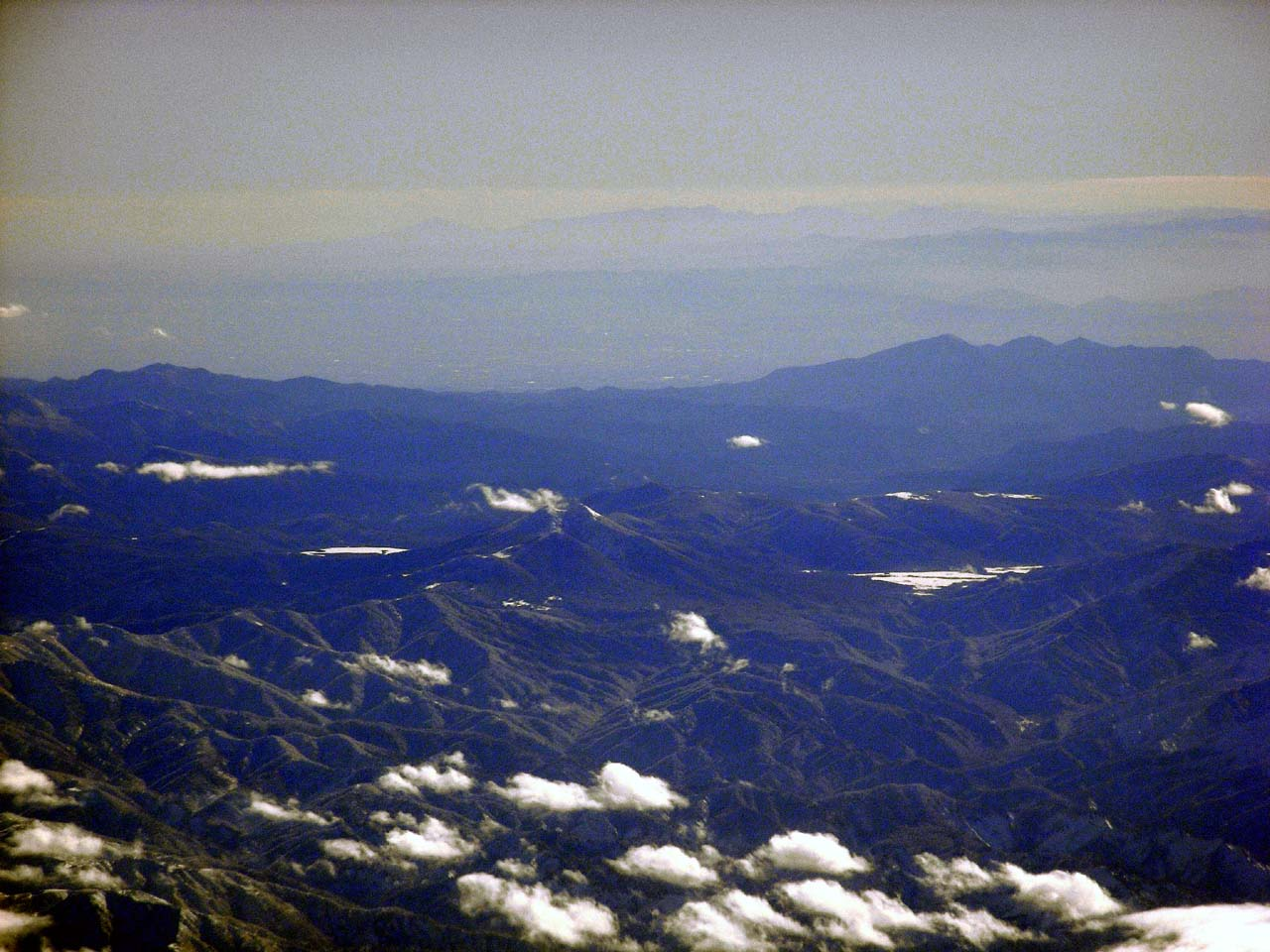
尾瀬の空撮写真
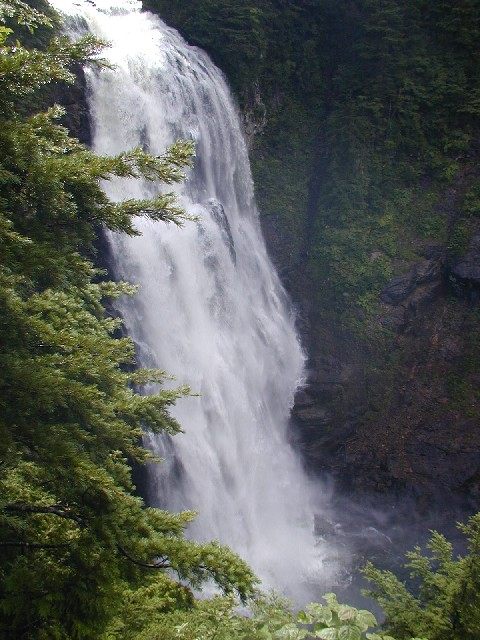
三条の滝